# Església Catòlica a Alemanya

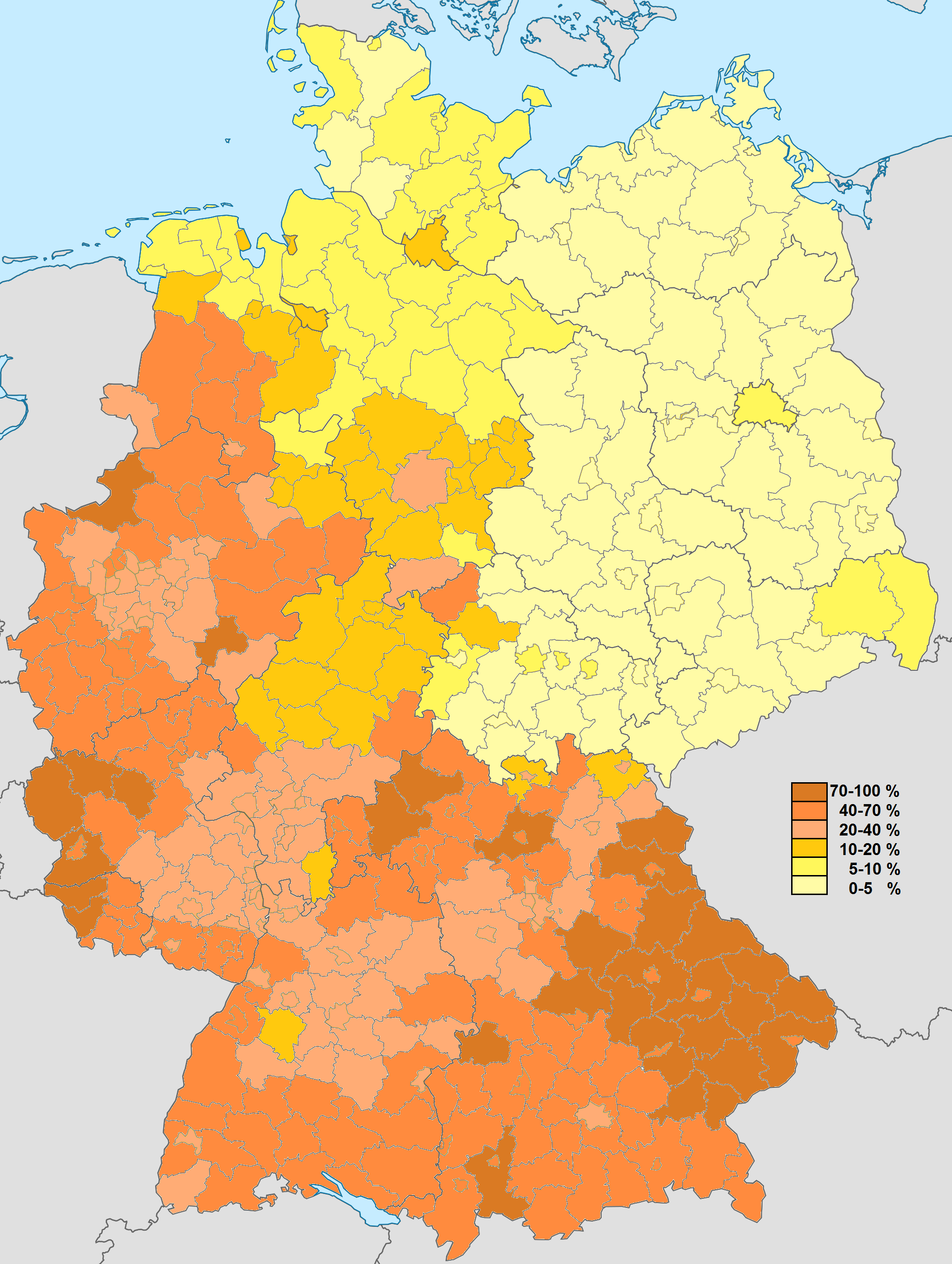
La població catòlica, d'acord amb el cens alemany de 2011

L'Església Catòlica Alemanya, part de l'Església Catòlica estesa arreu del món, es troba sota el lideratge del Papa, assistit per la Cúria Pontifícia i pels bisbes alemanys. L'actual president de la conferència episcopal és Robert Zollitsch, Arquebisbe de Friburg, la segona major diòcesi alemanya, amb 2,07 milions de catòlics. L'Església alemanya, gràcies a un impost eclesial compulsori per tots aquells registrats civilment com a catòlics, és la més rica d'Europa. Està dividida en 27 diòcesis, 7 de les quals tenen rang de seu metropolitana. Tots els arquebisbes i bisbes són membres de la Conferència Episcopal Alemanya.
La secularització ha tingut el seu impacte a Alemanya com a qualsevol altre lloc d'Europa; malgrat tot, el 30,7% de la població alemanya és catòlica (25,1777 milions de persones al desembre de 2008), un 0,3% menys que l'any anterior i un 2% menys que el 2000. Abans de la reunificació de 1990 entre l'República Federal Alemanya (o Alemanya Occidental) i la República Democràtica Alemanya (o Alemanya Oriental), els catòlics eren el 45% de la població de l'Alemanya Occidental. El que facilita saber l'estadística religiosa a Alemanya els que els contribuents cristians han de declarar la seva afiliació com a impost eclesial, deduït per l'Estat per transferir a l'església a l'estat on el contribuent viu.
A part del seu pes demogràfic, el catolicisme alemany té una profunda herència religiosa i cultural, que es remunta a Sant Bonifaci, apòstol d'Alemanya i primer arquebisbe de Magúncia, i a Carlemany, enterrat a la catedral d'Aquisgrà. Entre les localitzacions religioses notables trobem l'abadia d'Ettal, l'abadia Maria Laach i Oberammergau, famosa per la seva representació de la Passió, que té lloc cada 10 anys.

## Història del catolicisme a Alemanya

### Cristianització dels alemanys
Les etapes inicials de cristianització dels diversos pobles celtes i germànics va tenir lloc només a l'oest d'Alemanya, la part controlada per l'Imperi Romà. La cristianització va ser facilitada pel prestigi de l'imperi romà cristià entre els pagans i va assolir-se gradualment per diversos mitjans. La conversió al cristianisme dels germànics va ser voluntària a vegades, particularment entre aquells grups associats a l'Imperi Romà. Aspectes de la seva religió pagana primitiva han persistit fins a l'actualitat, incloent els noms dels dies de la setmana.
Com que el mandat romà va desaparèixer a Alemanya durant el segle v, aquesta fase del catolicisme a Alemanya també acabà. En un inici, les poblacions gal·loromanes o germanoromanes van poder mantenir el control de grans ciutats com Colònia o Trèveris, però al 459, aquestes van quedar superades pels atacs de les tribus franques, i la majoria de gal·loromans o germanoromans van ser morts o exiliats. Els nou arribats a les ciutats restabliren l'observança dels ritus pagans. Els pocs catòlics que quedaven no van poder mantenir la seva fe contra els nous senyors francs.
Al 496, però, el rei franc Clovis I va ser batejat conjuntament amb diversos membres de la seva casa reial. A diferència de les tribus de l'Alemanya oriental, que esdevingueren arrianes, Clovis es convertí al catolicisme. Seguint l'exemple del seu rei, molts francs també es batejaren, tot i que el seu catolicisme es barrejà amb ritus pagans.
Durant els vuit segles següents, missioners anglesos, irlandesos i escocesos reintroduïren el cristianisme als territoris alemanys. Durant el període de l'Imperi franc, de tots aquest missioners els més importants van ser Columbà, que va estar actiu a l'Imperi Franc des del 590, i Bonifaci, que va estar actiu des del 716. Aquests missioners, particularment els benedictins escocesos, fundaren monestirs (els Schottenklöster, o "monestirs escocesos") que més tard es combinarien en una única congregació governada per l'abat del monestir escocès de Regensburg. La conversió dels pobles germànics començà amb la conversió de la noblesa alemanya, que esperaven imposar la seva nova fe en la població general. Aquesta expectativa es basava en la posició sacra del rei al paganisme alemany: el rei és responsable d'interactuar amb els déus en nom del seu poble. Així la població no va veure res de mal en què els seus reis escollessin el seu mode favorit d'adoració. El mètode favorit de mostrar la supremacia de la fe cristiana va ser la destrucció dels arbres sagrats dels alemanys. Aquests arbres, generalment vells roures o oms, estaven dedicats als déus. Com que el missioner podia fer caure l'arbre sense ser abatut pel déu, el seu déu cristià havia de ser més fort.
Els sacrificis pagans, coneguts com a blót, eren celebracions estacionals on s'oferien presents als déus apropiats i es demanava per com havia de ser la següent temporada. Fets semblants també es realitzaven en moments de crisi, pels mateixos motius. Els sacrificis, consistents en or, armes, animals o éssers humans, eren penjats de les branques de l'arbre sant.
La missió hibernoescocesa acabà al segle xiii. Amb l'ajut dels cristians nadius, van aconseguir cristianitzar tota Alemanya.

### El catolicisme com a religió oficial del Sacre Imperi Romanogermànic

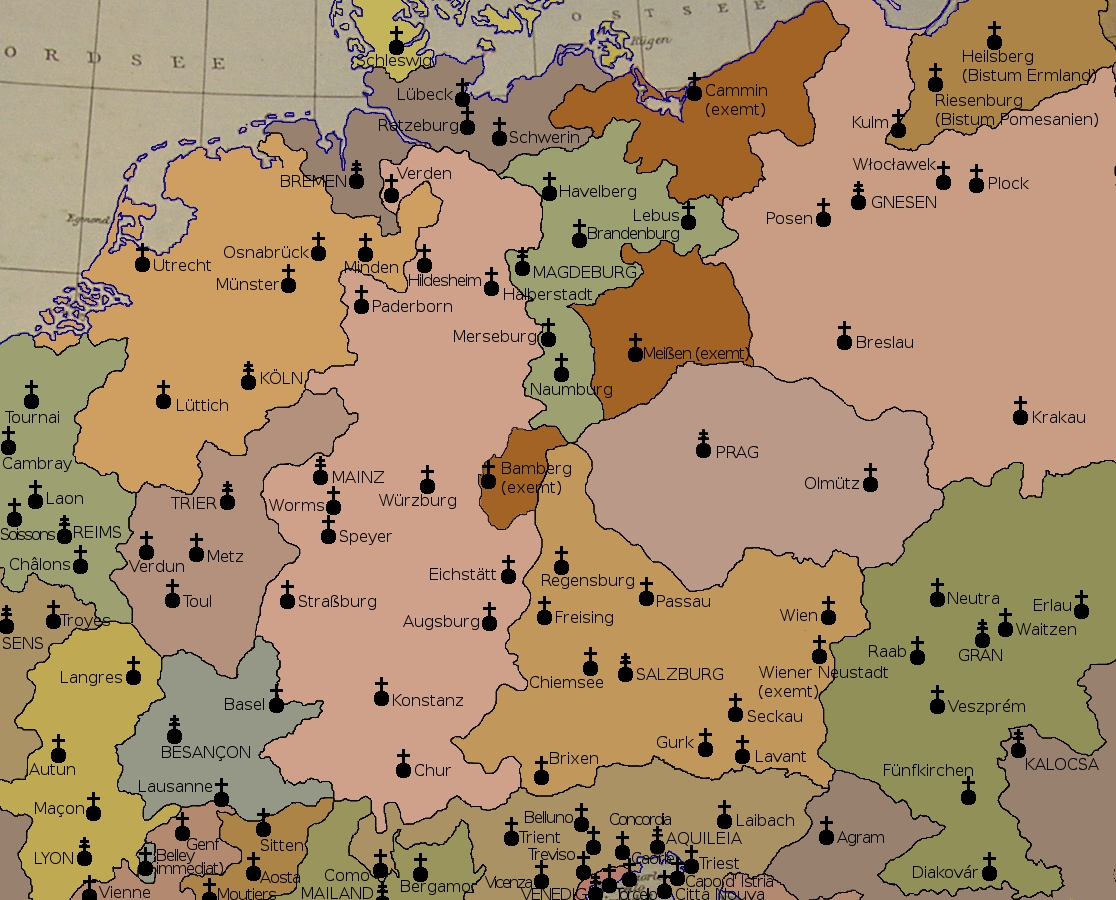
Províncies eclesiàstiques i seus episcopals a l'Europa Central al 1500

A l'edat mitjana, el catolicisme era l'única religió oficial al Sacre Imperi Romanogermànic (hi havia residents jueus, però no eren considerats ciutadans de l'imperi). Dins de l'imperi l'Església Catòlica exercia un gran poder. Grans parts del territori estaven governats per senyors eclesiàstics. Tres dels set escons del consell d'electors del Sacre Imperi estaven ocupats per arquebisbes: l'arxicanceller de Borgonya (Arquebisbe de Trèveris), l'arxicanceller d'Itàlia (Arquebisbe de Colònia) i l'arxicanceller d'Alemanya (Arquebisbe de Magúncia)
L'Emperador només podia ser-ho en ser coronat pel Papa.

### La Reforma Protestant
Burgesos i monarques estaven units en la seva frustració pel fet que l'Església Catòlica no pagués cap impost als estats seculars mentre que ella mateixa cobrava impostos de les persones i enviava els ingressos desproporcionadament a Itàlia. Martí Luter denuncià el Papa per la seva participació en la política. La doctrina dels dos regnes luterana justificà la confiscació de les propietats eclesiàstiques i l'esclat de la Gran Revolta camperola de 1525 pels nobles alemanys. Això explica l'atractiu d'alguns prínceps territorials al luteranisme. També amb les propietats catòliques confiscades, els dominis eclesiàstics (catòlics) esdevingueren propietat personal de l'ocupant de l'antic càrrec religiós, pel dret de govern adjunt al càrrec.
El 25 de setembre de 1555, Carles V i les forces de la Lliga d'Esmalcalda signaren la Pau d'Augsburg per acabar oficialment amb les guerres de religió entre catòlics i protestants. Aquest tractat legalitzà la partició del territori imperial en territoris catòlics i protestants. Sota el tractat, la religió del governant (ja fos luterana o catòlica) determinaven la religió de la població. Aquesta política queda àmpliament reflectida en la sentència llatina cuius regio, eius religio (qui regna, la seva religió, o en la terra del príncep, la religió del príncep). Les famílies van rebre un període durant el qual eren lliures d'emigrar a regions on prevalgués la seva fe.
La intolerància religiosa i les tensions del Sacre Imperi Romanogermànic van ser una de les raons per la Guerra dels Trenta Anys, que devastaria gran part d'Alemanya i causaria la mort de prop de 12 milions de persones, dos terços de la població de l'Imperi.

### Secularització dels estats eclesiàstics després de la Revolució Francesa
En la guerra de la Primera Coalició, la França revolucionària derrotà la coalició de Prússia, Àustria, Espanya i Gran Bretanya. Un dels resultats va ser la cessió de la Renània a França mitjançant la Pau de Basilea el 1795. Vuit anys més tard, el 1803, per compensar els prínceps dels territoris annexionats, es realitzaren una sèrie de mediatitzacions, que portaren a una major redistribució de la sobirania territorial a l'Imperi. En aquells moments, gran parts del territori alemany encara estaven regides per bisbes catòlics (95.000 km² amb més de 3 milions d'habitants). A les mediatitzacions, els estats eclesiàstics van ser annexionats pels principats seculars veïns. Només van sobreviure tres estats no seculars: l'arquebisbat de Ratisbona, fundat amb la incorporació de l'arquebisbat de Magúncia, i les terres dels Cavallers Teutons i dels Cavallers de Sant Joan.
Monestirs i abadies van perdre els seus mitjans d'existència i van haver d'abandonar les seves terres. Paradoxalment, les pèrdues en terres i propietats van fer que les esglésies alemanyes (igual que succeí a Àustria, França o Suïssa) més dependents de Roma (ultramontà). Aquest canvi de 1850 va ser sostingut per un clergat més gelós, la revifalla d'antics ordes d'ensenyament, l'emergència de les confraternitats marianes, noves congregacions religioses, i el sosteniment de missions populars.

### La Kulturkampf de Bismarck
A mitjans del segle xix, l'Església Catòlica seguia sent vista com una potència política, fins i tot a la Prússia protestant, exercint una gran influència en grans parts de la vida. Malgrat això, des del punt de vista catòlic (especialment allà on eren majoria), els catòlics sovint se sentien intimidats pels governants protestants.

### Catolicisme i el Tercer Reich

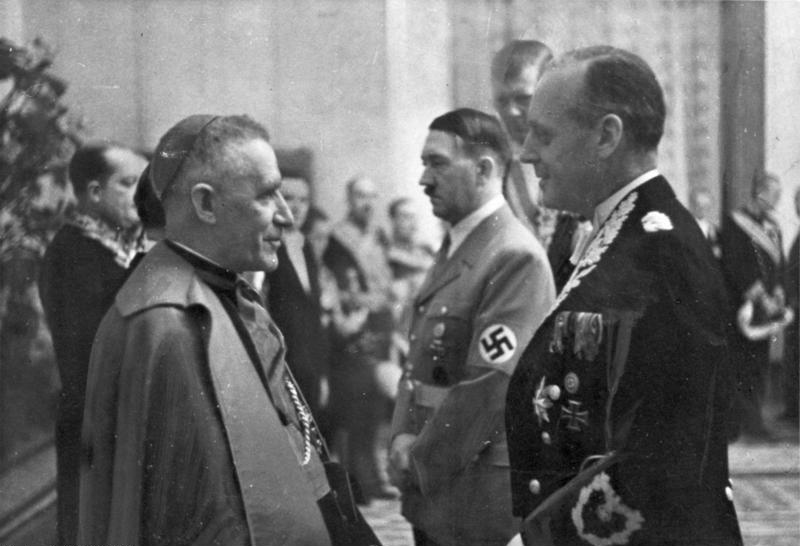
Cesare Orsenigo, nunci a Alemanya durant la II Guerra Mundial, amb Adolf Hitler i Joachim von Ribbentrop.

L'Església Catòlica denuncià el nazisme durant els anys del seu ascens al poder, entre 1933 i 1934. Considerava que la seva tasca principal era protegir els catòlics alemanys i la mateixa Església, tot i que tant Pius XI i Pius XII denuncicaren públicament el racisme i l'assassinat d'innocents. A molts jueus se'ls oferí certificats de baptisme per les parròquies i preveres alemanys, convertint-se alguns, per tal d'escapar a la deportació, detenció o execució, tot i que la política antisemita nazi no excloïa els "converts", car la seva filosofia es basava en la raça i no pas en la religió. El Vaticà sabia dels assassinats de jueus des de l'inici, car tenia representants religiosos a tots els països ocupats. Molts preveres, religiosos i laics, de manera individual, intentaren salvar jueus.
Adolf Hitler havia estat criat com a catòlic a Àustria, tot i que ja no practicava la seva fe quan com adult assolí el poder. L'Església Catòlica estava en oposició al nazisme, igual que amb altres ideologies com el comunisme, les quals consideraven incompatibles amb la moral catòlica. Alguns bisbes alemanys esperaven que els seus preveres promoguessin un Partit Centrista catòlic. La majoria de diaris catòlics donaven suport al Partit de Centre sobre el Partit Nazi. A Múnic hi havia alguns catòlics, tant laics com clergues, que donaven suport a Hitler i, en ocasió i contra la doctrina catòlica a inicis de la dècada de 1920 atacaren un bisbe per la seva defensa dels jueus. Alguns bisbes arribaren a prohibir als seus fidels que s'unissin al Partit Nazi. Aquesta prohibició va ser modificada després del discurs de Hitler al Reichstag del 23 de maig de 1933, on va descriure el cristianisme com la fundació dels valors alemanys. Els nazis formalment no van actuar contra el catolicisme, però sí que promogueren una secta cristiana apòstata coneguda com el "Cristianisme Positiu" en oposició directa a la Doctrina i al Dogma catòlic.

### Catolicisme a la RDA
Després de la Segona Guerra Mundial, els catòlics de la zona ocupada per l'exèrcit soviètic es trobaven sota un govern de militància atea. Moltes parròquies van quedar aïllades de les seves diòcesis de la zona occidental. El catolicisme alemany quedà menys afectat que el protestantisme per l'establiment de la República Democràtica Alemanya, car gairebé tot el territori sota ocupació soviètica era històricament de majoria protestant, i només un 11% era de confessió catòlica. Només hi havia dues zones de majoria catòlica a la RDA: una part de la regió d'Eichsfeld, i la zona deshabitada al sud-est de Sorbs.

## La situació actual del catolicisme a Alemanya

Membres de l'Església Catòlica a Alemanya al desembre de 2012 (províncies eclesiàstiques).

Segons les dades del 2009, només dos dels Bundesländer tenen una majoria absoluta catòlica: Baviera al sud-est (55,1%) i Saarland a l'oest (63,4%). A més d'aquests länder, el catolicisme també és la religió predominant a la Renània-Palatinat, al Rin del Nord-Westfàlia i a Baden-Württemberg.
L'estat dona suport tant a l'església Catòlica com a la Protestant. L'estat ingressa impostos per a les esglésies i hi ha educació religiosa a les escoles, impartida per mestres que, prèviament, han estat aprovats per les esglésies. Els impostos religiosos són deduccions automàticament abonades preses de tots els membres registrats de l'església, independentment de quina regularitat assisteixin a les celebracions.
Avui el catolicisme a Alemanya encara diversos desafiaments:
- tradicionalment, hi havia localitats amb majories catòliques i ciutats amb majories protestants; però la mobilitat de la societat actual ha començat a barrejar la població. Les parelles interconfessionals encaren de no ser capaços de compartir la mateixa comunió.[21] A causa de la continuada secularització, la majoria de bundesländer ja no tenen una majoria d'una confessió (a part de les abans citades de majoria catòlica, l'única amb una majoria absoluta protestant és Schleswig-Holstein, amb un 53,1%)[22]
- la societat moderna està canviant velles estructures. Les unions exclusivament catòliques s'estan desintegrant, fins i tot a zones tradicionals com Baviera, on la majoria catòlica es va perdre a l'arquebisbat de Múnic i a grans parts de la Baviera superior en dates tan recents com el 2010.[23]
- la quantitat de catòlics que assisteixen a la missa dominical ha baixat (del 22% el 1990 al 13% el 2009)[24][25]

Un dels majors desafiaments que encara l'Església és mantenir els membres registrats que paguen impostos (independentment de quant sovint assisteixin a les celebracions) per trobar parròquies i agències, especialment en les seves organitzacions d'ajut internacional com Adveniat. Els catòlics alemanys, però, estan dividits pel que fa al pagament d'un impost eclesiàstic. En el marc de l'impost d'un 8% addicional al 9%t d'impost sobre la renda es dedueix a la font per l'estat dels feligresos registrats (de les comunitats catòliques i protestants). Encara que l'impost proporciona les esglésies catòlica i luterana, amb un recompte exacte de membres i un benefici net de 5,6 milions d'euros (el 2008), que ha ajudat a fer que l'Església Catòlica Alemanys sigui una de les més riques del món, obliga o excomunica als catòlics que desitgen seguir sent membres però no volen pagar l'impost. Molts catòlics estan a favor d'abandonar el sistema intacte, ja que paga els sous de milers d'empleats de l'església i contribueix a la tasca dels organismes d'ajuda com Càritas, entre d'altres. Altres catòlics diuen membres
 no haurien de ser forçats a sortir de l'església o excomunicat, simplement perquè no volen pagar l'impost de l'Església.

### Increment de dimissions de catòlics registrats durant el 2013 i acusacions d'apropiació indeguda de Franz-Peter Tebartz/ "Tebartz-Effect"
A finals de 2013 es produí una allau de dimissions i protestes arreu de la nació a causa del que els funcionaris de l'Església diuen com l'"efecte Tebartz". Les investigacions van revelar la suposada malversació de fons de l'Església pel bisbe Franz-Peter Tebartz-van Elst de Limberg al llarg de diversos anys. Anomenat el 'bling-bisbe', ha fet créixer la desaprovació per la hipocresia de predicar les virtuts de la pobresa mentre vivia extravagantment, com, viatjant en primera classe en missions humanitàries a l'Índia amb vols que costen al voltant de 7.000 € cadascun. Tebartz i el Vice-Vicari Franz Kaspar han estat qualificats per Lufthansa de viatgers habituals de seients de luxe de grau senador, havent d'acumular més de 100.000 punts anualment.
Terbatz ordenà un complex residencial episcopal anomenat "Centre Diocesà Sant Nicolau" amb un cost de 5,5 milions d'euros. Els detalls del projecte es van mantenir en secret per confirmar els rumors de luxes com saunes, bodegues o decoracions interiors amb gemmes. La diòcesi tenia alt pressupost; tot i que sovint no tenia els fons necessaris per costejar despeses generals bàsiques i manteniment de les instal·lacions de l'església, com ara manteniment i serveis dissolts com ara guarderia.
A l'octubre de 2013 1250 bavaresos abandonaren d'església, el doble dels 602 que ho havien fet al setembre; i ciutats com Bremen, Osnabrück, Paderborn, Passau o Regensburg han notificant augments de tres vegades de renúncies de catòlics.

## Papes alemanys

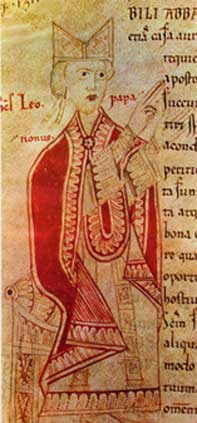
Lleó IX, un dels vuit Papes alemanys.

Vuit Papes han estat alemanys o bé originaris de tribus germàniques. El Papa Bonifaci II, un ostrogot, va ser el primer Papa germànic, regnant entre el 530 i el 532. El següent Papa alemany va ser Gregori V (996-999). Durant el segle xi van haver cinc Papes germànics, Climent VI (1046-1047), Damas II (1048), Lleó IX (1049-1054) canonitzat com a sant, Esteve IX (1057-1058) i Víctor II (1055 – 1057).
El darrer Papa va ser Benet XVI (2005-2013). La Canceller alemanya Angela Merkel, durant el seu discurs dirigit a l'Acadèmia Catòlica Bavaresa "Acció Política basada en la Responsabilitat Cristiana", senyalà que l'encíclica Caritas in Veritate de Benet XVI senyala com superar la crisi econòmica del moment.